# 전주한들초등학교
전주한들초등학교는 대한민국 전북특별자치도 전주시 완산구 중화산동2가에 있는 공립 초등학교다. 2001년 9월 1일 개교하였다.

## 학교 연혁
- 1998년 9월 2일 전주한들초등학교 설립 인가
- 2001년 9월 1일 5학급 편성(78명) 개교 및 초대 이윤상 교장 부임
- 2019년 9월 1일 제8대 정강 교장 부임
- 2020년 2월 7일 제18회 졸업식 179명(총 3618명)
- 2020년 3월 1일 초등 33학급 . 병설유치원 2학급 편성
- 2021년 3월 1일 초등 33학급 . 병설유치원 2학급 편성

## 학교 상징
- 교화 - 철쭉
  - 진달래과의 낙엽관목
  - 5월에 연분홍색의 꽃이 핌
  - 명랑한 기상, 민족의 정서 본받기
- 교목 - 소나무
  - 구과목 소나무과 상록침엽교목
  - 약용, 건축용, 난방용으로 두루 쓰임
  - 소나무의 기개와 강한 의지를 본받아 꿈을 향해 노력하고, 씩씩하게 자라는 한들 어린이를 뜻함

## 참고 자료
- 전주한들초등학교 - 한국교육학술정보원 학교알리미